# Youngor Group

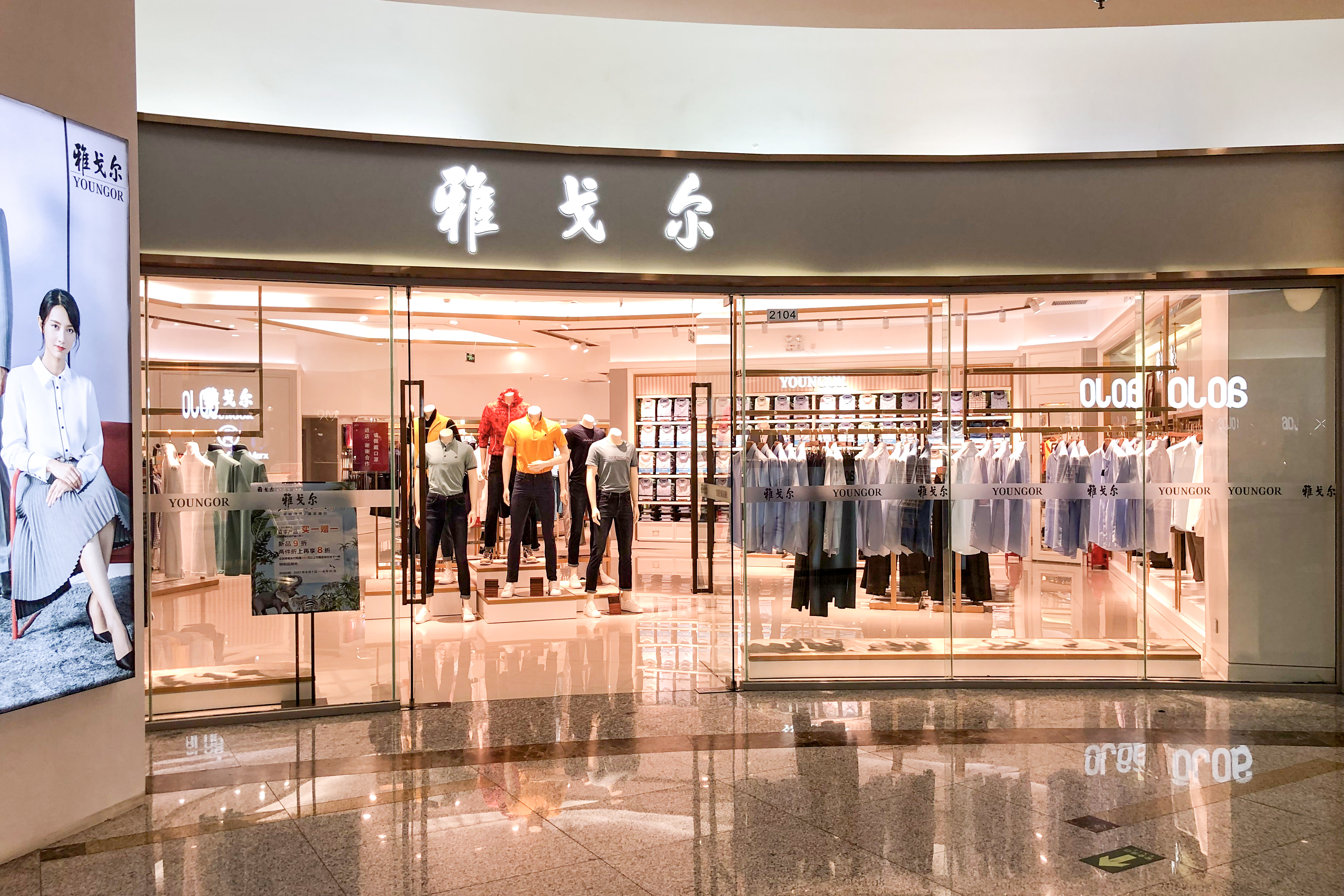
Eine Youngor-Filiale in einem Einkaufsladen

Youngor Group (chinesisch 雅戈爾集团股份有限公司) ist ein chinesisches Unternehmen mit Firmensitz in Ningbo. Das Unternehmen war im Aktienindex SSE 50 gelistet.
Im Unternehmen sind mehr als 20.000 Mitarbeiter beschäftigt. Die Gruppe wurde 1979 gegründet.
In den letzten Jahren erweiterte das Unternehmen seine Tätigkeiten im Immobiliensektor und Logistik-/Transportbereich.